# Svenska Good Templar
Svenska Good Templar var en nykterhetstidskrift och officiellt organ för de svenska maliniterna under tiden då IOGT var splittrat i två grenar.
Den grundades 1880 av boktryckaren P E Andersson (förläggare), Olof Bergström (redigerare) och byggmästaren Carl Eklund (redaktör).
Tidningen erhöll utgivningsbevis i Arboga, den 18 oktober 1880 men gavs, från och med januari 1882, ut i Stockholm. Vid denna tid var Oskar Eklund tidningens redaktör. En årsprenumeration kostade 2 kronor och 25 öre.
Svenska Good Templars sista nummer utkom den 28 juli 1887. I detta nummer fanns en kort historik över tidningen samt ett tillkännagivande om att prenumeranterna istället skulle få tidningen Reformatorn.